# Dušan Vemić
Dušan Vemić (Zadar, 25 de Fevereiro de 2008) é um tenista profissional sérvio, especialista em duplas, sendo N. 31 da ATP.